# Neerpelt
Neerpelt es una localidad y municipio de la provincia de Limburgo en Bélgica. Sus municipios vecinos son Bocholt, Hamont-Achel, Lommel, Overpelt y Peer, haciendo frontera al norte con los Países Bajos. Tiene una superficie de 42,8 km² y una población en 2011 de 16.583 habitantes, más de 3.000 de los Países Bajos, siendo los habitantes en edad laboral el 65% de la población.

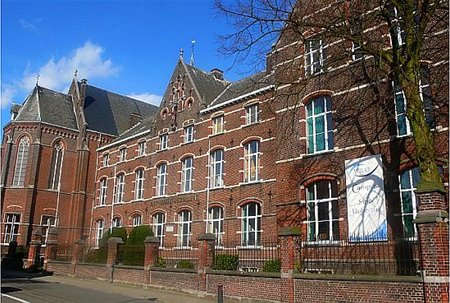
Centro educativo.

Neerpelt está separado de su vecino Overpelt por el río Dommel, un afluente del río Mosa que fluye a través del centro de la ciudad.

## Demografía

### Evolución
Todos los datos históricos relativos al actual municipio, el siguiente gráfico refleja su evolución demográfica, incluyendo municipios después de efectuada la fusión el 1 de enero de 1977.
| Gráfica de evolución demográfica de Neerpelt entre 1846 y 2018 |
|                                                                |

## Lugares y eventos de interés
- Un centro cultural de gran importancia en la localidad es el "Provinciaal Domein Dommelhof", instituto que alberga varias organizaciones más pequeñas ralacionadas con la música, el cine, el circo y la música jazz.

- El "Klankenbos" es la mayor colección de Europa de arte sonoro en un espacio público; en el bosque hay 15 obras de instalación sonora de diversos artistas.

- Anualmente se celebra el "Festival Europeo de Música para Jóvenes", una competición reconocida internacionalmente para coros y orquestas juveniles.

## Personas notables de Neerpelt
- Wim Mertens, compositor y contratenor.
- Bart Goor, futbolista.
- Belle Pérez, cantautora.
- Raf Simons, diseñador de moda.
- Jelle Vanendert, ciclista.
- Stijn Coninx, director de cine.